# 目頭
| ウィキペディアには「目頭」という見出しの百科事典記事はありません（タイトルに「目頭」を含むページの一覧/「目頭」で始まるページの一覧）。 代わりにウィクショナリーのページ「めがしら」が役に立つかもしれません。 |